# Pleurocryptella superba
Pleurocryptella superba är en kräftdjursart som beskrevs av M. Bourdon 1981. Pleurocryptella superba ingår i släktet Pleurocryptella och familjen Bopyridae. Inga underarter finns listade i Catalogue of Life.